# Nyssodrysternum flavolineatum
Nyssodrysternum flavolineatum là một loài bọ cánh cứng trong họ Cerambycidae.